# صبغة الله الحيدري
صبغة الله الحيدري بن أسعد افندي مفتي بغداد، وهو عالِم وأديب وفقيه من فقهاء بغداد، ومن أصول كردية، أنيطت لهُ مناصب دينية كثيرة منها منصب مفتي بغداد، ولقد طلب العلم منذ صغرهِ على يد أبيهِ وعلماء عصرهِ، ومنهم العلامة أحمد أفندي الزند.
كان الحيدري خطاطاً بارعاً، تخرج بفن الخط وأخذ الإجازة من الخطاط سفيان الوهبي، وأتقن الخط إتقاناً رائعاً، ومن آثاره الخطية كتاب في الأصول من مخطوطات المكتبة القادرية، ولقد لزم التدريس في مساجد بغداد، وطلب العلم معظم عمرهِ وأجاز وخرج الكثير من العلماء والفقهاء، ومن أولادهِ العلامة الشيخ إبراهيم فصيح الحيدري، صاحب كتاب عنوان المجد في بيان أحوال بغداد والبصرة ونجد.

## وفاته
توفى في بغداد عام 1279 هـ/1862م، وشيع في موكب مهيب ودفن في باب الشيخ في مقبرة الحضرة القادرية.